# Олга Ивановић
Олга Ивановић Бањанин (Хоргош, 20. мај 1921 — Београд, 14. септембар 2001) била је српска глумица.
На сцени је најзначајније домете остварила у златним данима Београдског драмског позоришта, као и у првим деценијама рада „Атељеа 212“. Тумачила је првенствено улоге из савременог домаћег репертоара.
Огромну популарност, широм граница Југославије, добила је улогом Снежане Николајевић у ТВ серији „Позориште у кући“ Новака Новака.
Последње године живота провела је повучено, ван професионалног деловања.

## Улоге
| Год.       | Назив                                          | Улога                               |
| ---------- | ---------------------------------------------- | ----------------------------------- |
| 1950.-те   |                                                |                                     |
| 1954.      | Сумњиво лице                                   |                                     |
| 1959.      | Три Ане                                        |                                     |
| 1959-1960. | Сервисна станица                               |                                     |
| 1960.-те   |                                                |                                     |
| 1961.      | Сиромашни мали људи                            |                                     |
| 1962.      | Кентервилски дух                               |                                     |
| 1962.      | Кишобран, освета и узица (ТВ)                  |                                     |
| 1963.      | Ћутљива жена                                   |                                     |
| 1964.      | На место, грађанине Покорни!                   | Цулетова мајка                      |
| 1964.      | Огледало грађанина Покорног                    | Цулетова мајка                      |
| 1965.      | Фунта са штедне књижице                        |                                     |
| 1965.      | Лицем у наличје                                |                                     |
| 1965.      | Леђа Ивана Грозног                             |                                     |
| 1966.      | Лола Ђукић и Новак Новак                       |                                     |
| 1966.      | Црни снег                                      | Павлова супруга Марија              |
| 1966.      | Људи и папагаји                                | Тозина жена Сојка                   |
| 1967.      | Материјално обезбеђење у правом смислу те речи |                                     |
| 1967.      | Ове жене после рата                            |                                     |
| 1967.      | Волите се људи                                 |                                     |
| 1967.      | Дежурна улица                                  |                                     |
| 1967.      | Забавља вас Мија Алексић                       |                                     |
| 1967.      | Смоки                                          |                                     |
| 1968.      | Кад голубови полете                            | Рилетова мајка                      |
| 1968.      | Тако је ако вам се тако чини                   | госпођа Нени                        |
| 1968.      | Мартин Крпан с врха (ТВ)                       | царица                              |
| 1968.      | Моје је срце високо у брдима                   |                                     |
| 1968.      | Спавајте мирно                                 |                                     |
| 1968.      | Максим нашег доба                              |                                     |
| 1968.      | Сачулатац                                      | Сојка                               |
| 1969.      | Баксуз                                         |                                     |
| 1969.      | Заобилазни Арчибалд                            |                                     |
| 1969.      | Бог је умро узалуд                             | комшиница                           |
| 1969.      | Лећи на руду                                   |                                     |
| 1969.      | Необавезно                                     |                                     |
| 1969.      | Весело вече - 20 година                        |                                     |
| 1970.-те   |                                                |                                     |
| 1970.      | Наши манири                                    |                                     |
| 1970.      | Рођаци                                         | Тонка                               |
| 1971.      | Баријоново венчање                             |                                     |
| 1971.      | Леваци                                         | Невенка Жутић                       |
| 1971.      | Чедомир Илић (ТВ серија)                       |                                     |
| 1971.      | Цео живот за годину дана                       |                                     |
| 1972.      | Развојни пут Боре Шнајдера                     | Лина                                |
| 1972.      | Јелисаветини љубавни јади због молера          |                                     |
| 1972.      | Женски разговори                               |                                     |
| 1972.      | Мајстори                                       | Олга                                |
| 1973.      | Изгнаници                                      |                                     |
| 1973.      | Камионџије                                     | разредни старешина                  |
| 1972-1973. | Позориште у кући                               | Снежана Николајевић                 |
| 1973.      | Образ уз образ                                 | Олга                                |
| 1973-1974. | Позориште у кући 2                             | Снежана Николајевић                 |
| 1975.      | Позориште у кући 3                             | Снежана Николајевић                 |
| 1980.-те   |                                                |                                     |
| 1980-1981. | Позориште у кући 4                             | Снежана Николајевић                 |
| 1983.      | Приче из Непричаве                             |                                     |
| 1984.      | Пази шта радиш                                 | гђа. Срзентић, професорка биологије |
| 1984.      | Позориште у кући 5                             | Снежана Николајевић                 |